# Ragnar Gustavsson
Ragnar Gustavsson (28 de setembro de 1907 - 19 de maio de 1980) foi um futebolista sueco. Ele competiu na Copa do Mundo FIFA de 1934, sediada na Itália.